# Legendary Tales
Legendary Tales – pierwszy album studyjny wydany przez Rhapsody of Fire 27 października 1997 roku. Jest to ich debiutancki album i jednocześnie początek sagi Emerald Sword Saga.

## Lista utworów
- Wszystkie utwory napisane przez Luca Turilli i Alexa Staropoli.
- Wszystkie teksty i koncepcja Algalord są autorstwa Luca Turilli.
- Wszystkie klasyczne wstawki skomponowane są przez Luca Turilli i Alexa Staropoli.

| Nr  | Tytuł                 | Czas |
| --- | --------------------- | ---- |
| 1.  | "Ira Tenax"           | 1:13 |
| 2.  | "Warrior of Ice"      | 5:57 |
| 3.  | "Rage of the Winter"  | 6:09 |
| 4.  | "Forest of Unicorns"  | 3:23 |
| 5.  | "Flames of Revenge"   | 5:32 |
| 6.  | "Virgin Skies"        | 1:20 |
| 7.  | "Land of Immortals"   | 4:50 |
| 8.  | "Echoes of Tragedy"   | 3:31 |
| 9.  | "Lord of the Thunder" | 5:31 |
| 10. | "Legendary Tales"     | 7:49 |

## Muzycy
- Fabio Lione – wokal
- Luca Turilli – elektryczna, akustyczna i klasyczna gitara
- Alex Staropoli – klawisze
- Daniele Carbonera – perkusja

### Muzycy gościnni
- Muzyk barokowy: Manuel Staropoli
- Wokale dodatkowe: Thomas Rettke, Cinzia Rizzo
- "Chór Nieśmiertelnych": Thomas Rettke, Robert Hunecke, Miro, Wolfgang Herbst, Ricky Rizzo, Fabio Lione, Luca Turilli, Alex Staropoli, Cinzia Rizzo, Tatiana Bloch
- Skrzypce: Anne Schnyder i Helia Davis
- Altówka: Oliver Kopf
- Wiolonczela: Paul F. Boehnke
- Kontrabas: Andre Neygenfind
- Bas grany przez: Sascha Paeth i Roberta Huncke
- Gitara akustyczna i mandolina: Sascha Paeth